# حرب الفضاء

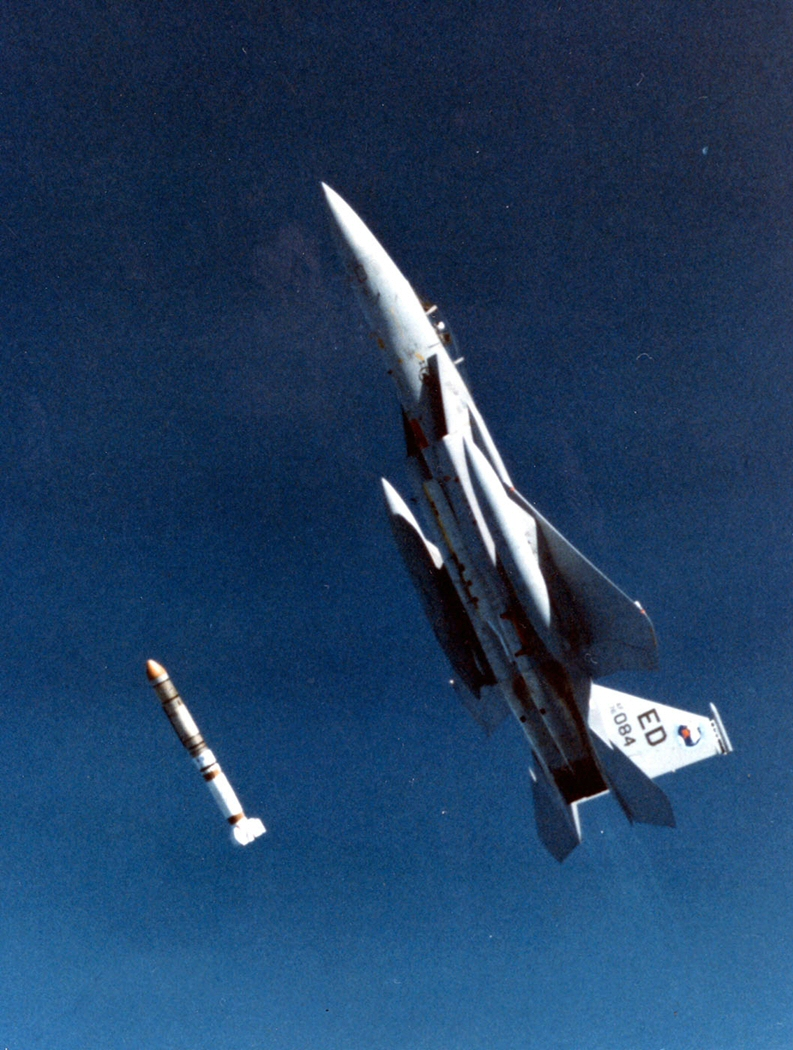

حرب الفضاء (بالإنجليزية: Space warfare)‏، وهي المعارك التي تحدث في الفضاء الخارجي. وتشمل مجالات حرب الفضاء معارك أرض-فضاء مثل مهاجمة القوات الأرضية للأقمار الاصطناعية، ومعارك فضاء-فضاء مثل مهاجمة الأقمار الاصطناعية لأقمار اصطناعية أخرى، ومعارك فضاء-أرض مثل مهاجمة الأقمار الاصطناعية للأهداف الأرضية.
وُضعت اتفاقيات لتنظيم الصراعات التي تحدث في الفضاء وللحد من إقامة أنظمة الأسلحة الفضائية، خاصةً الأسلحة النووية.
أُنشئت قيادة قوات الفضاء للولايات المتحدة الأمريكية منذ عام 1985 حتى عام 2002، ثم انضمت إلى القيادة الاستراتيجية للولايات المتحدة في عام 2002، تاركةً قوات الفضاء للولايات المتحدة (قيادة قوات الفضاء التابعة للقوات الجوية سابقًا) لتكون قوات الفضاء العسكرية الرئيسية للولايات المتحدة. وأُنشئت قوات الفضاء الروسية يوم 10 أغسطس عام 1992، ثم أصبحت قطاعًا مستقلًا ضمن الجيش الروسي منذ يوم 1 يونيو عام 2001 حتى استُبدلت بقوات الدفاع الجوي والفضائي الروسية، والتي بدأت في العمل منذ يوم 1 ديسمبر عام 2011، ولكن أُعيد إنشاؤها لتكون تابعةً للقوات الجوية والفضائية الروسية يوم 1 أغسطس عام 2015. نفذت دولة الهند اختبارًا لأحد الصواريخ المضادة للأقمار الاصطناعية في عام 2019، ما يجعلها رابع دولة تمتلك هذه القدرة العسكرية. وأنشأت الحكومة الهندية وكالة الدفاع الفضائية (دي إس إيه) في شهر أبريل عام 2019.

## الأسلحة الفضائية النظرية

### الحرب الباليستية
وضع كل من الولايات المتحدة والاتحاد السوفيتي النظريات الخاصة بالأسلحة المتنوعة التي يمكن استخدامها في الحروب الواقعة في الفضاء الخارجي، وصمما بعضًا منها أيضًا بالإضافة إلى اختبار عدد من هذه التصميمات، وذلك في أواخر السبعينيات وخلال ثمانينيات القرن الماضي. اعتُبرت حرب الفضاء في البداية امتدادًا للحرب النووية، وكانت العديد من الأنظمة النظرية قائمةً حول تدمير أو الدفاع عن الصواريخ الأرضية أو البحرية. ولم تحاول أي دولة تصميم صواريخ مُطلَقة من الفضاء بسبب اتفاقية الفضاء الخارجي، التي تحظر استخدام، أو اختبار، أو تخزين أي أسلحة نووية خارج الغلاف الجوي للأرض. توصلت الولايات المتحدة إلى حقيقتين عندما اهتمت باستخدام أنظمة الليزر الفضائية للدفاع ضد الصواريخ الباليستية. وتتمثل الحقيقة الأولى في هشاشة هذه الصواريخ الباليستية، والثانية في قدرة أنظمة الليزر الكيميائي على إنتاج طاقة مدمرة لهذه الصواريخ بمدى يصل إلى 3000 كيلومتر. ويعني هذا أنه يمكن وضع أنظمة الليزر في الفضاء لاعتراض وتدمير هذه الصواريخ الباليستية.
تنوعت أنظمة التسليح المُقترحة لتبدأ بوسائل تشبه الأنظمة الأرضية والفضائية المضادة للصواريخ من ناحية البساطة، حتى وصلت إلى أنظمة الريلغان، والليزر الفضائي، والألغام المدارية، وما يشبهها من الأسلحة. واتُخذت إجراءات جدية لنشر هذه الأنظمة العسكرية في منتصف ثمانينيات القرن الماضي تحت شعار مبادرة الدفاع الاستراتيجي المُعلنة بواسطة الرئيس الأمريكي رونالد ريغان عام 1983، والتي استخدم فيها المصطلح «الإمبراطورية الشريرة» ليصف الاتحاد السوفيتي، ولهذا عُرفت المبادرة باسمها الشهير «حرب النجوم». كان من المحتمل للعديد من هذه الأنظمة أن تُنشر في حالة استمرار الحرب الباردة: إذ طورت الولايات المتحدة أنظمة ريلغان عاملة، بالإضافة إلى أنظمة ليزر قادرة على تدمير الصواريخ عن بعد، بالرغم من أن متطلبات الطاقة، والمدى، ودورات الإطلاق لكلا النظامين كانت غير عملية. رُفضت هذه الأسلحة المشابهة لأنظمة الليزر الفضائي بواسطة الحكومة، والجامعات، والمفكرين الأخلاقيين، ورجال الدين؛ لأنها كانت ستزيد من صراعات سباق التسلح وكانت ستشكك في دور الولايات المتحدة خلال الحرب الباردة.

### حروب الفضاء المحتملة
تعتمد أغلب الاتصالات العالمية بقوة على وجود الأقمار الاصطناعية في مدارات حول الأرض. وستشجع ضرورة حماية هذه الممتلكات الدول التي تعتمد عليها للتفكير في نشر العديد من الأسلحة الفضائية، خاصةً في حالة الصراعات التي تحدث بين الدول المتقدمة التي تستطيع الوصول إلى الفضاء.
بدأت القوات الجوية للولايات المتحدة تنفيذ مناورة عسكرية سنوية، منذ عام 2017، باسم «راية الفضاء» في قاعدة بيترسون الجوية، والتي تدور حول وجود فريق أحمر يحاكي محاولات للهجوم على الأقمار الاصطناعية التابعة للولايات المتحدة.

## تاريخ
تخيل العلماء النازيون خلال الحرب العالمية الثانية إمكانية إطلاق قاذفات قادرة على ضرب أهداف أرضية من خارج الغلاف الجوي للأرض ثم العودة مجدداً إلى قواعدها، جاءت هذه الفكرة للتغلب على مشكلة الرادارات والدفاع الجوي الذي يتصدى للقاذافات الثقيلة.
مع انتهاء الحرب العالمية الثانية بانتصار الحلفاء، لجأ الكثير العلماء الألمان للعمل لصالح الولايات المتحدة الأمريكية في تطوير برامج الصورايخ الأمريكية

## أحداث
لم يشهد التاريخ العسكري سوى مهمات تدريبية لحرب الفضاء، ولم تكن موجهة ضد قوى معادية منها:
- في 11 يناير 2007 قامت جمهورية الصين الشعبية بإطلاق صاروخ باليستي أرض جو دمرت من خلاله أحد أقمارها الصناعية المستخدمة لرصد الطقس والأحوال الجوية. عبرت الولايات المتحدة واليابان عن قلقهما من هذه التجربة.[3]
- في 21 فبراير 2008 أطلقت سفينة للبحرية الأمريكية من طراز إدجيس صاروخاً تكتيكياً من نوع إس إم 3، دمر الصاروخ أحد أقمار التجسس الأمريكية المعطلة. تزعم الولايات المتحدة أن عملية تدمير القمر الصناعي جاءت لتفادي خطر الهيدرازين الذي كان وقوداً للقمر، زاعمة أن هذا الوقود يشكل خطر على المدنيين إذا لم يتم تدمير الخزان الذي يحتويه قبل تدميره.[4]